# لايستادينية

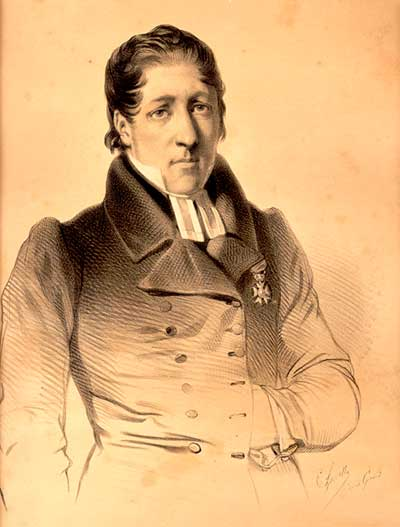

اللايستادينية (بالسويدية: Laestadianism) وهي حركة لوثرية محافظة ظهرت في لابي في السويد في أواسط القرن التاسع عشر بكنيسة السويد الوطنية أسسها لارس ليفي لايستاديوس كانت مبنية على مصطلحات التقوية والمورافية وقد كانت أكبر حركة الصحوة وقد كان أعضائها يتواجدون في فنلندا وأمريكا الشمالية والنرويج وروسيا والسويد مع مجموعات صغيرة في أفريقيا وأمريكا الجنوبية ووسط أوروبا وقد كانوا منتشرين في 23 دولة وقد قارب عددهم ما بين 144 ألف إلى 219 ألف.